# Pidof

pidof — программа в операционной системе Linux, находящая идентификатор процесса (PID) работающего процесса(ов) по имени программы и выводящая его на стандартный вывод. На некоторых системах эта программа используется в скриптах изменения уровня запуска, особенно когда rc скрипты системы имеют структуру схожую с System V. В этом случае эти скрипты расположены в каталогах /etc/rc?.d, где ? это уровень запуска.
Программа pidof реализована внутри программы killall5 (Linux-специфичный вариант программы killall, использующийся скриптами старта/остановки системных сервисов). Обычно pidof является символьной ссылкой на /sbin/killall5. Программа killall5 изменяет своё поведение в зависимости от имени, под которым была запущена.
В системах, отличных от Linux, для аналогичных целей применяются программы pgrep и ps.

## Синтаксис
- pidof [-s] [-x] [-o omitpid] [-o omitpid..] program [program...]

## Параметры
-s
одиночный запуск — при использовании данной опции программа выдает только один PID.
-x
отображать скрипты — при использовании данной опции программа также возвращает идентификаторы процессов оболочек, в которых выполняется указанные скрипты.
-o omitpid
исключить процессы с этим идентификатором процесса. Специальный PID %PPID используется для обозначения родительского процесса pidof, другими словами — оболочки или скрипта оболочки который её вызвал.